# Ansgarda Burgundská
Ansgarda Burgundská (826 – 880) byla první manželka pozdějšího západofranského krále Ludvíka II. Koktavého.
Narodila se jako dcera Hardouina Burgundského. Ve věku 36 let (roku 862) se provdala za šestnáctiletého nástupce západofranského trůnu Ludvíka. Svatba se konala navzdory odporu Ludvíkova otce, krále Karla II. Holého, který chtěl svého syna oženit s Adélou z Frioul.
Karel II. nechal synův sňatek anulovat papežem a v únoru 875 ho skutečně oženil s Adélou z Frioul. Po svatbě s Adélou byla Ansgarda vypuzena i přes skutečnost, že s Ludvíkem měla čtyři děti. Druhé Ludvíkovo manželství ale trvalo pouze krátkou dobu, protože zemřel již roku 879. Ansgarda se pokusila jejich rozvod u remešského arcibiskupa zvrátit a legitimizovat své syny, kteří by tak byli nástupci zemřelého krále na západofranském trůně. Ale také královna Adéla čekala dítě a po smrti svého manžela porodila syna. Ansgarda a její synové obvinili Adélu z rozvrácení manželství. Proces trval dlouho, ale Ansgardini synové byli nakonec uznáni za nástupce Karla II. Oba však zemřeli po několika letech bez dědiců. Adélin syn Karel byl však také legitimizován a roku 898 se stal západofranským králem.

## Potomci
- Ludvík III. Francouzský (zřejmě 863 – 882), západofranský král
- Hildegarda (narozena 864)
- Gisela (865 – 884), hraběnka z Troyes
- Karloman II. Francouzský (866 – 884), západofranský král